# Borgsjön (Västra Eds socken, Småland)
Borgsjön är en sjö i Västerviks kommun i Småland och ingår i Storån-Botorpsströmmens kustområde. Sjön är 28 meter djup, har en yta på 1,82 kvadratkilometer och är belägen 25 meter över havet. Sjön avvattnas av vattendraget Kumlabäcken.

## Delavrinningsområde
Borgsjön ingår i det delavrinningsområde (643059-153404) som SMHI kallar för Utloppet av Borgsjön. Medelhöjden är 55 meter över havet och ytan är 10,8 kvadratkilometer. Det finns inga avrinningsområden uppströms utan avrinningsområdet är högsta punkten. Kumlabäcken som avvattnar avrinningsområdet har biflödesordning 2, vilket innebär att vattnet flödar genom totalt 2 vattendrag innan det når havet efter 13 kilometer. Avrinningsområdet består mestadels av skog (62 procent). Avrinningsområdet har 1,81 kvadratkilometer vattenytor vilket ger det en sjöprocent på 16,8 procent.